# Kim Anderzon
Kim Kerstin Kristina Birgitta Anderzon, ursprungligen Kerstin Kristina Birgitta Andersson, född 20 mars 1943 i Östersund, Jämtlands län, död 24 oktober 2014 i Vallentuna församling i Stockholms län, var en svensk skådespelare.
Anderzon hade sitt genombrott vid sin medverkan i pjäser av Dario Fo under 1970-talet, och fick stor uppskattning för sin medverkan i komedifilmer som Sällskapsresan och Göta kanal på 1980-talet. Senare hade hon bland annat framgång med soloföreställningar som Vivagina, och medverkade bland annat i den populära serien Rederiet på TV.
För huvudrollen som Anna i filmen Andra dansen (1983) fick hon fick motta en Guldbagge för "bästa skådespelerska".

## Biografi
Anderzon började redan som barn att intressera sig för teater då hennes farföräldrar lät henne följa med till Östersunds gamla teater för att se en operett. För Anderzon kom detta att representera en attraktiv drömvärld som skilde sig från hennes påvra vardag.
När hon var sexton år flyttade hon till Stockholm för att utbilda sig till kartritare. Hon arbetade en tid i yrket innan skådespeleriet tog överhanden. Hon började ta lektioner för Sten Larsson och senare vid Inge Wærns teaterstudio. Vid årsskiftet 1968–1969 kom hon till Pistolteatern i samband med att denna omorganiserades. I början av 1969 gjorde hon sin scendebut i Direktör Ubu. Efterhand blev hon alltmer uppmärksammad och fick sitt genombrott i Dario Fo-pjäserna Åh, vad revolutionen är härlig!!... (1974), Vi betalar inte! Vi betalar inte! (1977) och En kvinna (1979). Hon stannade hos Pistolteatern till 1984, då hon blev frilansande skådespelare.
Som sådan rönte hon framgång med soloframträdanden i föreställningar som Änglasug (1989), Vivagina (1997), en annan show 1995 och 2003 med Mae West som tema samt Grymt fett som spelats på Boulevardteatern i Stockholm.
Anderzon var även verksam som skådespelare i film och på TV. Debuten skedde i kortfilmen Frukost (1969), där hon medverkade i en mindre roll. Hon fick stor uppskattning för sina roller i 1980-talets svenska komedivåg. Här kan nämnas filmer som Sällskapsresan (1980) och Göta kanal (1981). 1983 spelade hon huvudrollen som Anna i filmen Andra dansen, för vilken hon mottog en Guldbagge för "bästa skådespelerska". Bland övrig medverkan kan nämnas Saxofonhallicken (1987), Titties salong (1987) och Rederiet (1994–1996, 2002).

### Familj
Kim Anderzon fick dottern Tintin Anderzon 1964 och med Bror Håkan Möller sonen Andrej Anderzon Möller 1976, där båda barnen med tiden gav sig in på skådespelarbanan. Hon sammanbodde vid sin död med KBT-terapeuten Lars Naumburg (född 1951).
Kim Anderzon avled av cancer 2014 i sitt hem i Vallentuna och är gravsatt på Katarina kyrkogård i Stockholm.

## Filmografi
- 1969 – Frukost
- 1969 – Indelicate Balance
- 1969 – Miss and Mrs Sweden
- 1970 – Kyrkoherden
- 1971 – Badjävlar (TV)
- 1971 – Kärlekens XYZ
- 1971 – Midsommardansen
- 1974 – Engeln (TV-serie)
- 1974 – En enkel melodi
- 1974 – Mahagonny (TV)
- 1975 – Figaros bröllop (TV)
- 1977 – Elvis! Elvis!
- 1978 – Kvinnoborgen (TV)
- 1980 – Nattvandraren (TV-pjäs)
- 1980 – Sällskapsresan
- 1980 – Spela Allan (TV-pjäs)
- 1981 – Göta kanal
- 1981 – Det finns inga smålänningar (TV-serie)
- 1981 – Sally och friheten
- 1981 – Skål och välkommen
- 1982 – Klippet
- 1982 – Gräsänklingar
- 1983 – Spanarna (TV-serie)
- 1983 – Öbergs på Lillöga (TV-serie)
- 1983 – Raskenstam
- 1983 – Andra dansen
- 1984 – Sköna juveler
- 1985 – Den politiske kannstöparen (TV)
- 1985 – Vägen till Gyllenblå! (TV-serie)
- 1985 – Den tragiska historien om Hamlet – prins av Danmark (TV-serie)
- 1986 – Bödeln och skökan (TV)
- 1986 – Min pappa är Tarzan
- 1987 – Titties salong (TV-serie)
- 1987 – Saxofonhallicken (TV)
- 1988 – Ingen kan älska som vi
- 1988 – Stoft och skugga (TV-serie)
- 1990 – Black Jack
- 1992 – Ha ett underbart liv
- 1994 – Tummelisa (svensk röst)
- 1994 – Rederiet (TV-serie) (till och med 1996 och även 2002)
- 1995 – Stannar du så springer jag
- 1996 – Cluedo – en mordgåta (TV-serie)
- 1998 – Längtans blå blomma (TV-serie)
- 1999 – Julens hjältar (Julkalender)
- 2001 – Magnus och Myggan
- 2003 – Hem till Midgård
- 2004 – Kärlekens språk
- 2005 – Aphelium
- 2006 – Göta Kanal 2- Kanalkampen
- 2007 – Leende guldbruna ögon (TV-serie)
- 2008 – Andra Avenyn (TV-serie)
- 2008 – Synd att klaga (kortfilm)
- 2008 – Kom hit (kortfilm)
- 2011 – Stjärnorna på slottet (TV-serie)
- 2012 – Den sista dokusåpan (TV-serie)

## Teater

### Roller (ej komplett)
| År   | Roll       | Produktion                                           | Regi             | Teater                  |
| ---- | ---------- | ---------------------------------------------------- | ---------------- | ----------------------- |
| 1983 | Lysistrate | Lysistrate (Λυσιστράτη, Lysistrátē) Aristofanes      | Judith Hollander | Fredstältet, Gärdet     |
| 1997 |            | Vivagina (The Vagina Monologues) Eve Ensler          | Judith Hollander | Mosebacke Etablissement |
| 2007 | Ulla       | Diva Barbro Smeds, Judith Hollander och Kim Anderzon | Judith Hollander | Vasateatern             |

## Utmärkelser
- 1979 – Svenska Dagbladets Thaliapris för rollen i En kvinna
- 1979 – Teaterförbundets Vilhelm Moberg-stipendium
- 1983 – Guldbagge i kategorin "bästa skådespelerska" i filmen Andra dansen
- 1990 – Svenska Akademiens Carl Åkermark-stipendium
- 2001 – Litteris et Artibus
- vicepresident i Republiken Jamtland[13]
- 2012 – Filosofie hedersdoktor vid Mittuniversitetet[14]